# Reprezentacja Holandii w rugby 7 kobiet
Reprezentacja Holandii w rugby 7 kobiet – zespół rugby 7, biorący udział w imieniu Holandii w meczach i sportowych imprezach międzynarodowych, powoływany przez selekcjonera, w którym mogą występować wyłącznie zawodnicy posiadający obywatelstwo tego kraju, mieszkający w nim, bądź kwalifikujący się ze względu na pochodzenie rodziców lub dziadków. Za jego funkcjonowanie odpowiedzialny jest Nederlandse Rugby Bond, członek Rugby Europe oraz World Rugby.
Drużyna w sezonie 2011/2012 uczestniczyła w IRB Women’s Sevens Challenge Cup, przegrywając w finale ostatnim z turniejów tego cyklu z Anglią. W sezonie 2012/2013 była jednym ze stałych uczestników cyklu IRB Women’s Sevens World Series.

## Turnieje

### Udział wPucharze Świata
| Rok  | Wynik                     | Źródło |
| ---- | ------------------------- | ------ |
| 2009 | 13–16 (ćwierćfinały Bowl) |        |
| 2013 | 10 (finał Bowl)           |        |
| 2018 | –                         |        |

### Udział wWorld Rugby Women’s Sevens Series
| Rok       | Wynik | Źródło |
| --------- | ----- | ------ |
| 2012/2013 | 7.    |        |
| 2013/2014 | 11.   |        |
| 2014/2015 | 13.   |        |
| 2015/2016 | –     |        |
| 2016/2017 | 14.   |        |
| 2017/2018 | –     |        |
| 2018/2019 | –     |        |
| 2019/2020 | –     |        |

### Udział wmistrzostwach Europy
| Rok  | Wynik | Źródło |
| ---- | ----- | ------ |
| 2003 | –     |        |
| 2004 | –     |        |
| 2005 | 3.    |        |
| 2006 | 3.    |        |
| 2007 | 7.    |        |
| 2008 | 2.    |        |
| 2009 | 3.    |        |
| 2010 | 2.    |        |
| 2011 | 3.    |        |
| 2012 | 5.    |        |
| 2013 | 7.    |        |
| 2014 | 4.    |        |
| 2015 | 6.    |        |
| 2016 | 4.    |        |
| 2017 | 12.   |        |
| 2018 | –     |        |
| 2019 | 10.   |        |
| 2021 | –     |        |